# Portair, Novi Meksiko
Portair je naseljeno neuključeno područje u okrugu Curryju u američkoj saveznoj državi Novom Meksiku. 
Ime je prikupio United States Geological Survey između 1976. i 1981. u prvoj fazi prikupljenja zemljopisnih imena, a Informacijski sustav zemljopisnih imena (Geographic Names Information System) ga je unio u popis 13. studenoga 1980. godine.
Inačice imena su Black Tower, Blacktower i Maize.
Poštanski ured Blacktower djelovao je od 1905. do 1912. godine.

## Zemljopis
Nalazi se na 34°24′19″N 103°18′7″W / 34.40528°N 103.30194°W

## Vanjske poveznice
- Fotografije istočnog Novog Meksika i Llano Estacada  Arhivirana inačica izvorne stranice od 29. lipnja 2016. (Wayback Machine)